# 鴨母寮市場

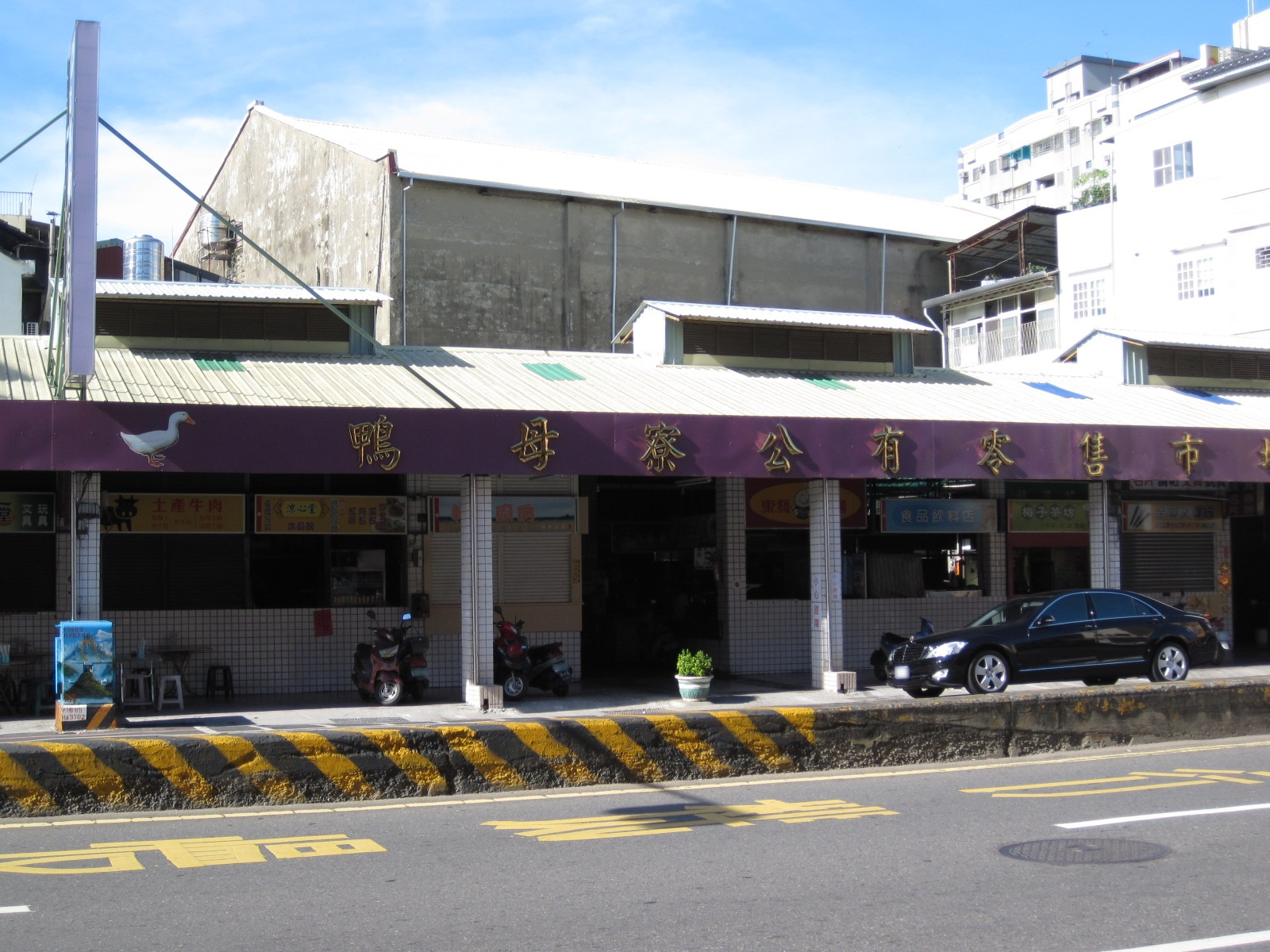
鴨母寮市場

鴨母寮市場，別名「光復市場」，是位於台南市北區成功路148號的一座公有零售市場（早市），最早設立於1918年，是台南三大傳統老市場之一。並且主要販售的商品為果菜類、畜肉類、禽肉類、漁產類、飲食類、百貨類物品。其中有名的小吃為炭火麵（垃圾麵）。

## 沿革
市場的位置在過去德慶溪的蜿蜒處，附近因適合養鴨而有了「鴨母寮」的稱呼。在清領時期已有市集在三老爺宮前形成，後來順著現今的裕民街往南發展。
- 1918年（大正7年），東市場明治町分市場成立於台南市明治町二丁目，簡稱「明治市場」。
- 1946年（民國35年），因位於光復路（原明治町通），而改稱為「光復市場」，不過稍後光復路又更名成功路。雖然官方市場名稱沿用光復，但在地居民仍稱鴨母寮未變。
- 1985年（民國74年），因火災而重建。
- 2007年（民國96年），順應市場及居民之要求，恢復古稱「鴨母寮市場」。

## 交通
光復市場站（府城客運）
- 18路 （臺南站—塭南里—臺灣歷史博物館）[2]

成功路站（高雄客運）
- 239路（台南火車站—太爺—茄萣）[3]
- 高雄市公車高南雙城快線（E08）（高雄火車站—台南火車站）
- 高雄市公車高南雙城快線（E08A） （高鐵左營站—台南火車站）

## 周邊
- 成功路
- 三老爺宮
- 大觀音亭
- 開基靈祐宮
- 原白金町日式宿舍
- 臺南市中西區成功國民小學